# Proceratophrys cristiceps
Proceratophrys cristiceps es una especie de anfibio anuro de la familia Leptodactylidae que vive en Brasil. Está amenazada de extinción por la pérdida de su hábitat natural.